# ثورة حمص (854-855)
ثورات حمص 854-855 م كانت سلسلة من الانتفاضات المسلحة التي حدثت في حمص وسط بلاد الشام العبّاسية. وذلك خلال خريفي 854 و 855، حيث قام سكان المدينة بالتمرد على المسؤوليين المحليين حينها، مما أدى إلى سقوط العديد من القتلى واستلزم ذلك تدخل مباشر من الحكومة العباسية ردًا على ذلك. كما أدت الثورة الثانية إلى إصدار عدد من المراسيم المناهضة للمسيحيين بسبب مشاركة جزء من مسيحيي المدينة في التمرد.

## الخلفية

خريطة تظهر حمص (أعلى يمين الوسط) في سوريا في القرن التاسع الميلادي

في الفترة الإسلامية المبكرة، كانت حمص واحدة من المدن الرئيسية الهامة في بلاد الشام، حيث كانت تمثل نقطة هامة لعاصمة الخلافة الأموية آنذاك دمشق (661-750). ولكن بعد أن ثار العباسيون على الحكم الأموي واستولوا على الخلافة بعد عام 750، دخلت حمص فترة اضطرابات، دخلت فيها الفصائل القبلية وطموحات العلويين فيها إلى تفشي الفوضى بشكل منتظم. في بداية عهد هارون الرشيد (786-809) ، اضطرت الحكومة العباسية إلى إرسال العديد من الحملات العسكرية لمعاقبة المتمردين في حمص والمناطق المجاورة لها ،  وازدادت سمعة المدينة بالتمرد وتفشي الإضطرابات بعد نهاية الفتنة الرابعة بين الأمين والمأمون. حوالي 825. نتيجة لهذه الأنشطة، أصبحت المدينة تدريجيًا تُعرف بالساحة المهيمنة للاضطرابات في المنطقة، وهي حالة بلغت ذروتها في منتصف القرن التاسع.

## أحداث 854
اندلعت الثورة الأولى في أشهر أكتوبر- نوفمبر 854، عندما انتفض سكان مدينة حمصوهاجموا قائد شرطة الأمن أبو المغيث موسى بن إبراهيم، وبحسب المؤرخ الطبري، فإن الاضطرابات كانت بسبب قيام أبو المغيث بقتل أحد قادة المدينة المحليين، على الرغم من أن سبب هذا الفعل غير معروف بعد، وأسفر القتال عن مقتل عدد من رجال أبو المغيث وأجبر على الفرار إلى حماة، كما تم طرد محصل الضرائب من المدينة وخرجت عن السيطرة.
وعندما علم الخليفة العباسي المتوكل على الله أرسل وفداً من عتاب بن أبي عتاب ومحمد بن عبدويه إلى المدينة، أمر الخليفة العتاب بجعل ابن عبدويه قائد لشرطة الأمن بديلاً عن أبي المغيث، فإذا رفضوا ذلك واستمروا في المقاومة، فيستطيع أن يطلب إمداداً لإرسال قوات ضد متمردي حمص. في النهاية وافق السكان على العرض، وسمح لابن عبدة أن يثبت في حمص ويتولى منصب أبي المغيث السابق هناك.

## أحداث 855
بعد اثني عشر شهرًا على الثورة الأولى، اندلع تمرد ثان في حمص، هذه المرة ضد ابن عبدويه. وبهذه المناسبة انخرط بعض مسيحيي المدينة في الاضطرابات ودعم بعضهم لقضية المتمردين. لم تحدد المصادر أي أسباب لهذه الجولة من العنف، على الرغم من أن المظالم المتعلقة بالضرائب ربما كانت أحد العوامل.
كان رد الحكومة على التمرد سريعًا. وبعث ابن عبدويه بالحادثة إلى الخليفة المتوكل فأجابه بأن يقمع المتمردين. وسرعان ما وصلت التعزيزات من دمشق ، والذي أمر الخليفة قائد حاميتها صالح العباسي بمساعدة ابن عبدويه، وقد جاءت إمدادات أيضاً من القوات الموجودة في الرملة في فلسطين . وفي النهاية تمكن العباسيون من هزيمة الثورة الثانية، وسرعان ما تم وضع العديد من قادتها في السجن.
في أعقاب هذه الحادثة الثانية من الأعمال العدائية ، قرر الخليفة المتوكل معاقبة سكان المدينة بجعل قادتهم عبرة علنية حتى يردعهم عن أي تمرد قادم، وأمر ابن عبدويه بجلد ثلاثة من الزعماء المحليين حتى الموت وصلب جثثهم أمام الناس في الساحة، بينما تم جلد عشرين شخصًا آخرين ثلاثين جلدة ثم أرسلوا إلى العاصمة العباسية سامراء. بعد ذلك أعاد الخليفة عشرة أعيان إلى حمص، حيث جُلدوا حتى الموت وشُنقوا جثثهم على بوابة المدينة. تم جلد أحد المتمردين الذي تم أسره بعد أن هدأت موجة العنف الأولى حتى وفاته، وتم تعليق جسده على صليب في قلعة قريبة.
وانتقامًا لتورطهم في التمرد، تعرض مسيحيو المدينة أيضًا لعدد من الإجراءات العقابية. أمر الخليفة المتوكل الوالي بطرد جميع السكان المسيحيين من المدينة، وأصدر قراراً بأن أي مسيحي موجود في حمص بعد ثلاثة أيام سيتم التعامل معه بقسوة، وقد تم تدمير جميع الكنائس ودور العبادة في المدينة، في حين تم إلحاق مبنى مسيحي يقع بجوار المسجد بالأخير.

## الإرث
وكمكافأة على دورهم في قمع الثورة الثانية ، تلقى ابن عبدويه وضباطه مبلغًا ماليًا كبيرًا من الخليفة ، بالإضافة إلى الهدايا وأردية الشرف . 
جاءت الأوامر المتعلقة بمسيحيي حمص في أعقاب لوائح سابقة أصدرها الخليفة المتوكل بين 850 و 853 ، والتي وضعت قيودًا مختلفة على غير المسلمين في جميع أنحاء الدولة العباسية. ومع ذلك، لم يكن من الواضح إلى أي مدى تم تنفيذ هذه الأوامر فعليًا، ومن المعروف أن الكنيسة الرئيسية في حمص لا تزال موجودة.
وقد كانت مدينة حمص مسرحًا لمزيد من الثورات في عامي 862 و 864، حيث تم طرد الحاكم الأول قيدار بن عبدالله الأشرساني وقتل الثاني، وهو الفضل بن قرين الطبري، لتخرج المدينة بعد ذلك من سيطرة العباسيين عام 878، عندما تم ضم معظم سوريا الحالية من قبل الأمير الطولوني أحمد بن طولون.

## ملحوظات
1. ↑  Elisséeff 1971; Cobb 2001.
2. 1 2  Cobb 2001.
3. 1 2 3  Kraemer 1989; Gordon et al. 2018; Cobb 2001.
4. ↑  Kraemer 1989; Gordon et al. 2018 (who does not note the Christian role in the revolt); Cobb 2001.
5. ↑  Gil 1997.
6. ↑  Kraemer 1989; Gordon et al. 2018; Cobb 2001; Gil 1997.
7. ↑  Kraemer 1989; Gil 1997.
8. 1 2  Kraemer 1989.
9. ↑  Guidetti 2017.
10. ↑  Elisséeff 1971.